# 留萌支庁

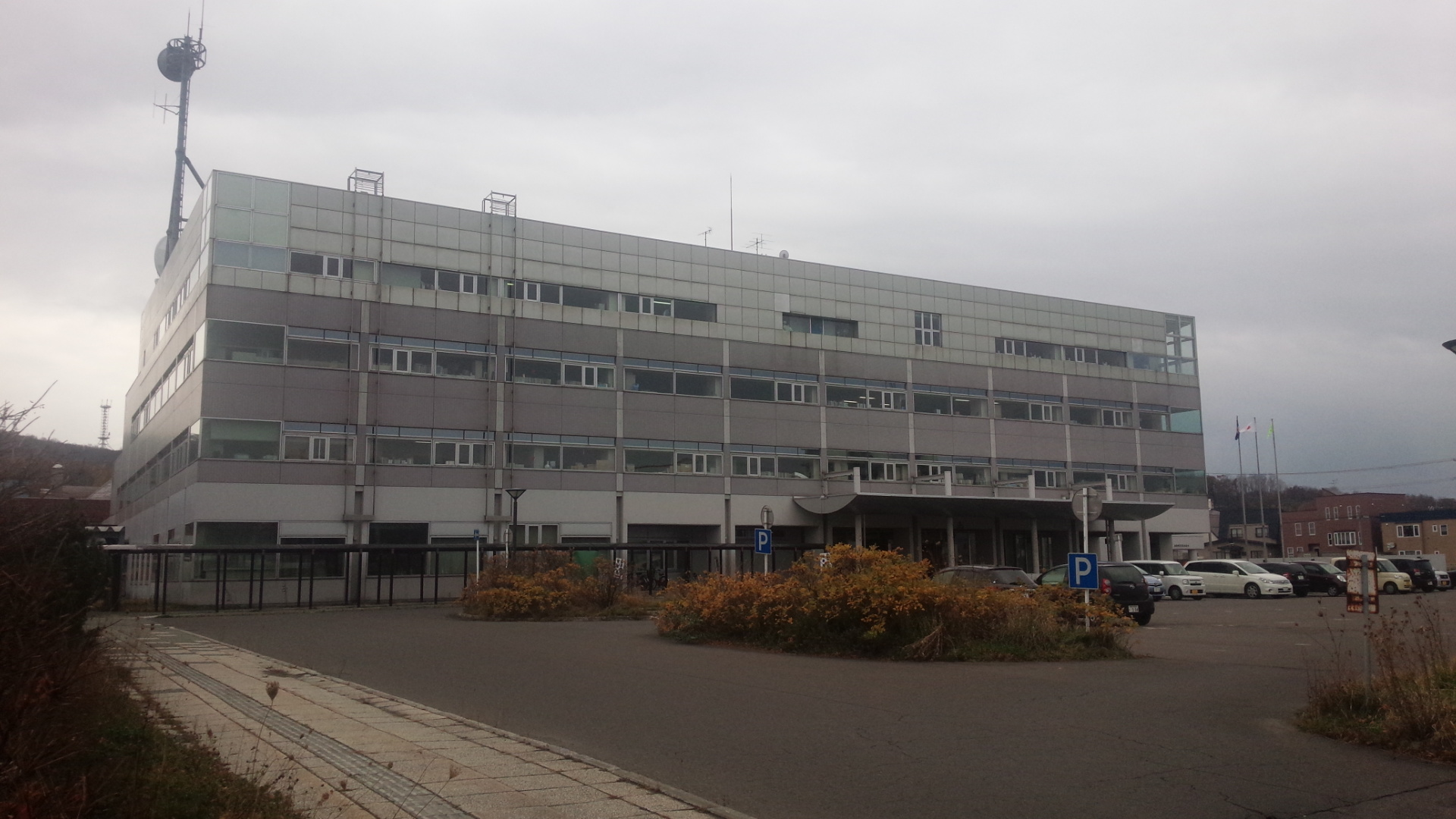
留萌支庁舎（現・留萌振興局）

留萌支庁（るもいしちょう）は、かつて北海道に存在した支庁のひとつ。支庁名は天塩国留萌郡に由来する。支庁所在地は留萌市。2010年（平成22年）4月1日、留萌振興局に改組。

## 歴史
- 1897年（明治30年）11月5日 - 増毛郡役場が廃止され、増毛支庁が設置される。
- 1899年（明治32年） - 上川郡を上川支庁へ移管。
- 1901年（明治34年） - 中川郡を上川支庁へ移管。
- 1914年（大正3年）9月7日 - 支庁を増毛町から留萌町（現在の留萌市）に移し、留萌支庁と改称。
- 1948年（昭和23年）10月20日 - 地方自治法の施行に基づき支庁は都道府県が条例で任意に設置する総合出先機関となり、北海道支庁設置条例（昭和23年9月27日条例第44号）が施行される（条例で留萌郡、増毛郡、苫前郡、天塩郡（豊富町を除く）を所轄区域、支庁の位置を留萌市と定める）[1]。天塩郡豊富村（現在の豊富町）を宗谷支庁へ移管。
- 2008年（平成20年）6月28日 - 北海道議会において14支庁を9地域に再編し、名称を支庁から地域振興局に改める旨の条例案が可決された｡この条例では、留萌振興局は道北総合振興局（上川支庁より改組）の下に置かれることになっていた。
- 2009年（平成21年）3月31日 - 他の総合振興局への編入対象となった支庁の反発を受け、北海道議会で条例の改正案が可決。これに伴い、振興局は総合振興局と同等の扱い（地方自治法上の支庁）へ改められるとともに、広域で所管することが望ましい業務に関しては隣接する総合振興局の所掌事務とすることが出来るとされた。
- 2010年（平成22年）4月1日 - 留萌支庁が廃止され、留萌振興局が発足。同時に天塩郡幌延町が宗谷総合振興局に編入された。

## 地理

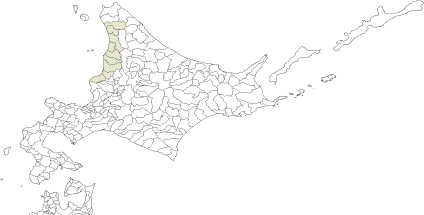
道内における留萌支庁の位置

### 都市雇用圏（10% 通勤圏）の変遷
以下は、留萌市を中心とする都市雇用圏（10% 通勤圏、中心都市の DID 人口が1万人以上）の変遷である。一般的な都市圏の定義については都市圏を参照のこと。
- 10% 通勤圏に入っていない自治体は、各統計年の欄で灰色かつ「-」で示す。

| 自治体 ('80) | 1980年                | 1990年                | 1995年                | 2000年                | 2005年                | 2010年                | 自治体 （現在） |
| ------------ | --------------------- | --------------------- | --------------------- | --------------------- | --------------------- | --------------------- | --------------- |
| 留萌市       | 留萌 都市圏 5万1419人 | 留萌 都市圏 4万4909人 | 留萌 都市圏 4万1567人 | 留萌 都市圏 3万9058人 | 留萌 都市圏 3万6806人 | 留萌 都市圏 3万3252人 | 留萌市          |
| 増毛町       | 留萌 都市圏 5万1419人 | 留萌 都市圏 4万4909人 | 留萌 都市圏 4万1567人 | 留萌 都市圏 3万9058人 | 留萌 都市圏 3万6806人 | 留萌 都市圏 3万3252人 | 増毛町          |
| 小平町       | 留萌 都市圏 5万1419人 | 留萌 都市圏 4万4909人 | 留萌 都市圏 4万1567人 | 留萌 都市圏 3万9058人 | 留萌 都市圏 3万6806人 | 留萌 都市圏 3万3252人 | 小平町          |
| 苫前町       | -                     | -                     | -                     | -                     | -                     | -                     | 苫前町          |
| 羽幌町       | -                     | -                     | -                     | -                     | -                     | -                     | 羽幌町          |
| 初山別村     | -                     | -                     | -                     | -                     | -                     | -                     | 初山別村        |
| 遠別町       | -                     | -                     | -                     | -                     | -                     | -                     | 遠別町          |
| 天塩町       | -                     | -                     | -                     | -                     | -                     | -                     | 天塩町          |

## 地域

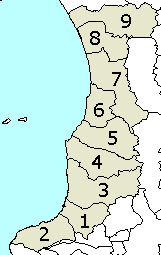
留萌支庁の自治体
1. 留萌市2. 増毛町3. 小平町4. 苫前町5. 羽幌町6. 初山別村7. 遠別町8. 天塩町9. 幌延町

全域が天塩国の領域に属する。
- 留萌市
- 増毛郡：増毛町
- 留萌郡：小平町
- 苫前郡：苫前町 - 羽幌町 - 初山別村
- 天塩郡：遠別町 - 天塩町

## 産業
南部の留萌市、増毛町、小平町以外は酪農と漁業が主産業で、小平町は稲作農業、増毛町は果樹育成や漁業に強い。留萌市の数の子輸入量と加工高は全国シェアの80%以上を占めたこともある。たらこの国内輸入と加工も全国シェアの60%以上を占めていた。19世紀は小平町、苫前町を中心にニシン漁が活況を呈した。
1910 - 1950年代までは天塩町、幌延町、羽幌町、苫前町、小平町などで林業が盛んであった。天塩港は天塩川を通じて天塩國内陸部からの木材輸出、留萌港、羽幌港は鉄道を利用しての輸出を盛んに行なっていた。
1930 - 1970年代までは羽幌町、小平町、幌延町、留萌市で炭鉱町が形成され、炭鉱鉄道が管内に縦横無尽に張りめぐされていた。
現在はそれら全てが衰退し、新たな産業が生み出される事もなかったため、各自治体とも昭和22年頃と比較して人口の流出が顕著であり、全市町村が過疎地域に指定されている。